# 360. strelska divizija (ZSSR)
360. strelska divizija (izvirno rusko 360. стрелковая дивизия; kratica 360. SD) je bila strelska divizija Rdeče armade v času druge svetovne vojne.

## Zgodovina
Divizija je bila ustanovljena septembra 1941 v Čkalovu.